# Liešno
Liešno (in ungherese Turócerdőd) è un comune della Slovacchia facente parte del distretto di Turčianske Teplice, nella regione di Žilina.